# Igreja de São Vicente (São Vicente)

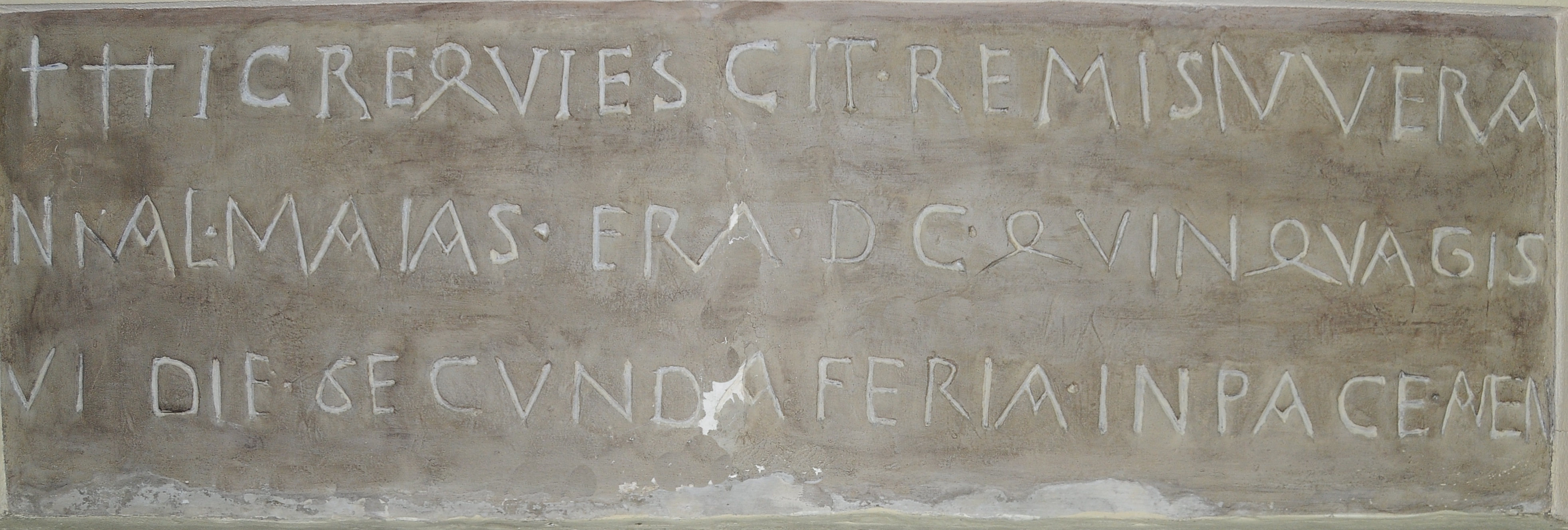
Primeira referência escrita conhecida à Segunda-feira, na sacristia da Igreja de São Vicente, datada de 618.

A Igreja de São Vicente, também referida como Igreja Paroquial de São Vicente, localiza-se na freguesia de São Vicente, cidade e concelho de Braga, distrito de mesmo nome, em Portugal.

## História
Remonta a um primitivo templo, possívelmente destruído no contexto da invasão muçulmana da península Ibérica, do qual nos resta uma lápide tumular visigótica com uma inscrição epigráfica, atualmente na parede da sacristia, com 1,40 metros de comprimento por 0,41 metros de altura, que reza: “(H)IC REQVIESCIT REMISNVERA / IN KAL(ENDAS) MAIAS ERA DC QVINQVAGIS(IMA) / VI DIE SECVNDA FERIA IN PACE AMEN (Aqui descansa Remisnuera, desde o primeiro de Maio de 656 (= 618), dia de segunda-feira, em paz, Ámen). Esta é a primeira referência conhecida ao dia da semana denominado Segunda-feira.
O atual templo, sob a invocação de São Vicente, foi reconstruído em meados do século XVI.
Foi objeto de uma extensa intervenção de restauro em 1691.
Foi erigido em sede de paróquia em 1926, continuando pertença da Irmandade de S. Vicente.
Encontra-se classificado como Imóvel de Interesse Público desde 1986.
A sua torre sineira, situada atrás da capela-mor (solução arquitectónica típica do barroco bracarense), era o edifício mais alto da cidade, tendo por isso, sofrido descargas elétricas de trovoadas. Por duas vezes a torre teve de ser reconstruida, a última vez em 1812.
Até meados dos anos 70 do século XX a torre era coroada por um majestoso catavento. Sabe-se que foi concebido e executado por um dos mais importantes ferreiros de então, João de Araújo Faúlhas, no ano de 1743, a quem foram pagos 54$600 réis pelo seu trabalho. No ano seguinte, para o embelezar, a confraria de S. Vicente pagou 14$000 réis ao batefolha Francisco Carvalho para o cobrir com folha de ouro. Em 7 de Março de 1813 a irmandade de São Vicente deliberou colocar uma caixa de chumbo com várias relíquias junto à grimpa da torre após a última reconstrução, para a proteger das trovoadas.

## Características
É uma igreja em estilo barroco.
A fachada, com elementos maneiristas, é o primeiro edifício do barroco bracarense. Fazendo lembrar um retábulo a fachada levanta-se, harmoniosa, ornamentada com elementos de cariz claramente barroco, tem sido atribuída a Frei Luís de S. José, o mesmo que projectou a frontaria da Igreja do Mosteiro de Alcobaça. A encimar a frontaria a imagem do patrono, S. Vicente, aconchegada num nicho.
A coroar a fachada uma cruz papal que lembra os privilégios e indulgências que o Papa Clemente VIII concedeu a esta igreja por volta do ano de 1598 no tempo do arcebispo Agostinho de Jesus. Nesta frontaria, apenas concluída em 1717, trabalhou o grande mestre de obras bracarense Manuel Fernandes da Silva. 
No seu interior destacam-se o coro, atribuído a Carlos Amarante, o órgão, construído pelo mestre organeiro Francisco António Solha em 1769, os painéis de azulejos, datados de 1873, produzidos pela Fábrica de Cerâmica das Devesas.
Nas paredes estão duas grandes telas de Carlos António Leoni ilustrando o martírio de São Vicente.